# Amblyodum
Amblyodum là một chi rêu trong họ Meesiaceae.